# Attaque contre l'USNS Card
 (février 2022).
Le contenu est difficilement compréhensible vu les erreurs de traduction, qui sont peut-être dues à l'utilisation d'un logiciel de traduction automatique.
Batailles
L'attaque contre l'USNS Card était une opération Viet Cong (VC) pendant la guerre du Vietnam. Elle s'est déroulée dans le port de Saigon aux premières heures du 2 mai 1964 et a été réalisée par des commandos du 65e groupe d'opérations spéciales (vietnamien : Đội Biệt động 65).
L'USS Card a été mis en service pour la première fois dans la marine américaine pendant la Seconde Guerre mondiale. Désarmé en 1946, le Card a été réactivé en 1958 et a repris du service avec le Military Sea Transport Service, dans l'objectif de transporter du matériel militaire au Sud-Vietnam dans le cadre de l'engagement militaire des États-Unis dans ce pays.
Fréquemment stationné dans le port de Saigon, le Card est devenu une cible pour les unités de commando VC locales. Peu après minuit le 2 mai 1964, deux commandos Viet Cong sont sortis du tunnel d'égout près de la zone où le Card était ancré et ont attaché deux charges d'explosif à la coque du navire. L'attaque a été un succès: le Card a coulé de 15m de profondeur (48 pieds) et cinq membres d'équipage civils ont été tués par les explosions. Le navire a été renfloué 17 jours plus tard et a été remorqué aux Philippines pour des réparations.

## Contexte
L'USS Card était un porte-avions d'escorte de classe Bogue qui avait servi dans la marine américaine. En 1946, le Card a été désarmé et transféré à la flotte de réserve de l'Atlantique. Le 16 mai 1958, le Card a repris du service avec le Military Sea Transport Service, sous le contrôle de la marine américaine. Le navire était piloté par un équipage civil et portait le préfixe "USNS" (navire naval des États-Unis) au lieu de "USS" (navire des États-Unis) car il était en service mais pas mis en service,.
Avec l'escalade de la guerre du Vietnam, le gouvernement des États-Unis a intensifié son soutien militaire à la lutte du Sud-Vietnam contre le Viet Cong. Le 15 décembre 1961, le Card quitte Quonset Point, Rhode Island, avec une cargaison d'hélicoptères H-21 Shawnee et de soldats américains de Fort Devens, Massachusetts, à destination du Vietnam. À Subic Bay aux Philippines, la cargaison et les troupes ont été transférées sur l'USS Princeton, qui est arrivé et déchargé au large de Da Nang le mois suivant,.
À partir de 1961, le Card et le Core accostent régulièrement à Saigon pour décharger de l'artillerie lourde, des véhicules blindés de transport de troupes M113, des avions, des hélicoptères et des munitions pour le gouvernement sud-vietnamien. Le port de Saigon était situé entre les canaux Te et Ben Nghe et mesurait environ 700 mètres (2 300 pieds) de large d'un côté à l'autre. , l'armée sud-vietnamienne déployait souvent des navires de la marine pour effectuer des patrouilles autour du port, tandis que les côtes environnantes étaient protégées par un bataillon aéroporté d'élite de l'armée de la République du Vietnam (ARVN),.
Le port lui-même était gardé 24 heures sur 24 par la police nationale de la République du Vietnam, alors que des agents infiltrés sud-vietnamiens opéraient de l'autre côté de la rivière dans la région de Thu Thiem pour perturber les activités de VC là-bas. Sans se laisser décourager par le niveau de protection que le gouvernement sud-vietnamien accordait normalement aux navires américains, Tran Hai Phung - commandant du district militaire de Saigon-Gia Dinh du Viet Cong - a ordonné au 65e groupe d'opérations spéciales d'attaquer le Card,.

## Naufrage de l'USNS Card

### Tentative échouée sur l'USNS Core
Malgré tous leurs efforts pour contrôler les activités des VC de l'autre côté du fleuve dans la région de Thu Thiem, l'armée et la police sud-vietnamiennes n'ont pas pu empêcher les agents des VC d'y opérer. Ainsi, les membres du VC du 65e groupe d'opérations spéciales ont pu observer les activités militaires américaines et sud-vietnamiennes dans le port, alors qu'ils se préparaient à attaquer des cibles américaines. Lam Son Nao, un commando du 65e groupe d'opérations spéciales, était également un employé de l'installation portuaire,.
Alors que son unité avait pour mission d'attaquer le porte-avions, Nao profita de sa position d'employé à l'installation portuaire, pour reconnaître le Card afin de concevoir la meilleure stratégie pour saboter le navire et tout le matériel militaire à bord. Le père de Nao avait auparavant travaillé à l'installation portuaire en tant que commerçant, il a donc mémorisé tous les tunnels et les systèmes d'égouts de l'installation. Il a informé Nao que la meilleure façon d'entrer dans la zone où les navires américains mouillaient normalement était par le tunnel d'égout en face de Thu Thiem,.
Alors qu'il se baignait dans la rivière Saigon, Nao inspecta le tunnel d'égout que son père lui avait conseillé d'utiliser. Nao a conclu que le tunnel offrirait le meilleur accès à la zone américaine, mais il présentait également des défis. Le tunnel d'égout contenait des déchets et des huiles toxiques qui pouvaient causer la cécité, alors Nao et ses hommes devaient fermer les yeux lorsqu'ils le traversaient pour éviter la cécité,.
Nao et ses hommes ont dû se baigner pour éliminer les odeurs mortelles afin d'éviter d'être détectés, et probablement arrêtés, par les autorités sud-vietnamiennes. Après avoir arpenté les tunnels menant au port, Nao a présenté son plan au quartier général du district militaire de Saigon-Gia Dinh. Nao a décidé d'utiliser des explosifs puissants, suffisamment pour couler un navire, et de les faire exploser à l'aide d'une minuterie afin que ses hommes puissent s'enfuir en toute sécurité. Les supérieurs de Nao ont approuvé le plan et ils lui ont ordonné de lancer l'attaque avant le lever du soleil pour éviter de tuer des civils vietnamiens locaux,.
Nao est retourné à Saigon et a commencé à assembler l'équipement nécessaire à l'attaque, qui comprenait des explosifs plastiques C4, du TNT, du fil, des détonateurs de mines et des batteries. Nao a formé de nouveaux commandos, à savoir Nguyen Phu Hung et Nguyen Van Cay, pour soutenir son opération. Pour assurer le succès, Nao a mesuré la hauteur, la longueur et la largeur du tunnel d'égout pour assembler les bombes à la bonne taille, à transporter à travers le tunnel sans encombre,.
Vers la fin de 1963, Nao apprit que le Card était arrivé à Saigon avec un autre chargement de véhicules blindés de transport de troupes, d'artillerie et d'avions. Mais le porte-avions s'est avéré être son navire jumeau, le Core. Le soir du 29 décembre 1963, Nao et Cay ont transporté leurs engins explosifs, qui contenaient environ 80 kilogrammes (180 lbs) d'explosifs, à travers le tunnel d'égout. Ils ont attaché les explosifs à la coque du Core, réglé la minuterie et se sont retirés dans les égouts pour attendre le résultat,.
Les bombes n'ont pas explosé parce que la batterie avait expiré en raison d'un stockage prolongé. Bientôt, le Core et son équipage ont quitté Saigon sans aucun dommage. Nao a signalé l'échec de la mission au quartier général du district militaire de Saigon-Gia Dinh. Ses supérieurs n'ont pas exprimé leur déception face à l'échec, mais ils ont encouragé Nao et ses hommes à détruire le Card à tout prix,.
Le 1er mai 1964, les équipes de reconnaissance du Viet Cong ont repéré le Card alors qu'il traversait la baie de Ganh Rai et pénétrait dans la rivière Long Tau. Ils ont rapporté cette information au 65e groupe d'opérations spéciales à Saigon,.

### Tentative d'attaque réussie
Lorsque Nao a appris que le Card était arrivé à Saigon, il a inspecté l'équipement qui comprenait une nouvelle batterie et une bombe redessinée. Nao a décidé de faire exploser les bombes aux premières heures du 2 mai, afin que lui et son compagnon puissent s'échapper en toute sécurité et éviter de faire des victimes parmi la population locale. En raison d'une maladie, Cay a refusé de participer à l'opération, Hung a donc dû le remplacer,.
Vers 09h00 le 1er mai, Nao s'est rendu au domicile de Hung, où ce dernier a reçu une grenade à main et a été informé d'une opération à venir sans trop de détails. À 18h00, après que Nao eut fini de charger les bombes sur un canoë, lui et Hung descendirent la rivière Saigon dans deux canoës séparés, vers le quartier du port commercial. Ils se sont arrêtés dans la région de Thu Thiem,.
Pour éviter d'être découverts par les autorités sud-vietnamiennes, ils se sont mêlés aux travailleurs locaux. En attendant le bon moment, Nao a informé Hung des objectifs de l'opération, qui était de couler le plus gros navire américain au port de Saigon, et de rapporter les résultats au quartier général.
Peu après 18 h 30, alors que les deux hommes se dirigeaient vers l'entrepôt numéro 0 du port de commerce, un bateau de patrouille de la police les a repérés et les a poursuivis. Nao a ordonné à Hung de jeter la grenade à main et les deux hommes se retireraient vers le village local si leurs bombes étaient découvertes par la police. La patrouille de police s'est arrêtée à environ 20 mètres (66 pieds) du canoë de Nao, et le commandant du patrouilleur a interrogé les deux hommes sur leurs activités au cours de la soirée,.
Nao a affirmé que lui et Hung avaient l'intention d'aller de l'autre côté de la rivière pour acheter de nouveaux vêtements au marché. Pour éviter de retarder l'opération, Nao a soudoyé le commandant du patrouilleur 1000 dong vietnamiens. Lorsque le commandant du patrouilleur a reçu le pot-de-vin, il a donné à Nao et à Hung la permission de continuer mais a exigé un autre pot-de-vin à leur retour. Lorsque les commandos sont arrivés au tunnel d'égout, ils ont assemblé la bombe avec chaque homme transportant 40 kilogrammes (88 lbs) d'explosifs à travers le tunnel,.
Lorsque les commandos ont émergé du tunnel, ils ont nagé vers la bordée du Card qui mouillait près de l'ouverture de l'égout. Nao et Hung ont attaché deux bombes au navire, une près de la cale et une dans le compartiment moteur, juste au-dessus de la ligne de flottaison. Nao a ensuite inspecté les deux bombes pour s'assurer qu'elles étaient correctement assemblées. Nao a ensuite collé la batterie sur un poteau et l'a connectée aux bombes avec des fils, puis a réglé la minuterie,.
À 01h10, les bombes ont été terminées et les deux commandos se sont retirés dans le tunnel d'égout, sont montés à bord de leurs canoës de l'autre côté et ont ramé vers Thu Thiem. Encore une fois, le bateau de patrouille de la police attendait l'arrivée de Nao et Hung, car le commandant voulait un autre pot-de-vin. Alors que Nao et Hung s'approchaient du patrouilleur, une explosion a été entendue et une lumière brillante a pu être vue dans la zone du port commercial. Le bateau de patrouille de la police sud-vietnamienne a alors démarré son moteur et s'est précipité vers le Card, au lieu d'extraire un autre pot-de-vin,.

## Conséquences
Pour les commandos VC du 65e groupe d'opérations spéciales, l'explosion sur le Card a signalé une mission réussie. Cinq civils américains qui travaillaient sur le navire sont morts à la suite de l'attaque. En raison de la réponse rapide de l'équipage du navire et des autorités locales, l'inondation à l'intérieur du navire a été rapidement arrêtée et elle s'est stabilisée. Une inspection a révélé que l'explosion avait creusé un trou de 12 pieds (3,7 m) de long et 3 pieds (0,91 m) de haut, sur le côté tribord du navire,.
Dans les jours qui ont suivi, cinq plongeurs de l'US Navy ont été déployés à Saigon depuis les Philippines, en plus de plusieurs équipes de sauvetage de bases américaines au Japon et du Military Sea Transport Service Command. Roy Boehm, qui a affirmé avoir récupéré les restes d'un Hagerson Demolition Pack, une charge explosive spécialisée utilisée par les hommes-grenouilles de la marine américaine. Boehm a émis l'hypothèse que les explosifs utilisés dans l'attaque avaient été volés dans sa propre unité de la marine sud-vietnamienne par un groupe de déserteurs qui avaient été maltraités par un officier sud-vietnamien,.
L'USS Reclaimer, un navire de sauvetage et de sauvetage, à destination des Philippines, a reçu l'ordre de changer de cap et de naviguer vers Saigon. Le remorqueur USS Tawakoni basé à Subic Bay aux Philippines a été mis en attente et a ensuite reçu l'ordre de naviguer vers le sud du Vietnam.
Leurs premières tentatives ont été entravées par des dysfonctionnements de l'équipement de pompage et de mauvaises conditions de plongée dans la rivière. Il a fallu 17 jours aux sauveteurs pour renflouer le Card. Ils ont ensuite commencé le processus de déplacement du navire en installant une pompe de 6 pouces et des générateurs à Card pour pomper l'eau de cale. Reclaimer et Tawakoni ont ensuite remorqué le Card jusqu'à Subic Bay où il a subi d'autres réparations,.
Après le naufrage du Card, le Nord-Vietnam a utilisé l'incident à des fins de propagande. Le 20 octobre 1964, le gouvernement nord-vietnamien a émis un timbre-poste qui proclamait un "porte-avions d'Amérique coulé dans le port de Saigon", pour louer les commandos Viet Cong qui ont mené l'attaque. La marine américaine a refusé d'admettre que la carte avait été coulée même pendant une brève période, déclarant à la place que la carte avait été endommagée et réparée rapidement,.
Pour le reste de 1964, le VC a lancé de nouvelles attaques contre des cibles américaines telles que l'hôtel Brinks et la base aérienne de Bien Hoa, mais il n'y a eu aucune réponse significative de l'armée américaine. Le Card est remis en service le 11 décembre 1964 et est resté en service jusqu'en 1970, date à laquelle il a été placé dans la flotte de réserve,.